# Thomas Rostollan
Thomas Rostollan (Marsella, 18 de marzo de 1986) es un ciclista francés. Debutó como profesional en las filas del conjunto La Pomme Marseille. Desde 2016 hasta 2017, año de su retirada, militó en el equipo francés de categoría continental Armée de terre.

## Palmarés
2008
- Gran Premio de Chantal Biya, más 1 etapa

2009
- 1 etapa de la Vuelta a Navarra

2012
- 1 etapa del An Post Rás

2015
- Gran Premio Cristal Energie

2016
- 1 etapa del Tour de Bretaña[1]